# Becerro de las Behetrías de Castilla

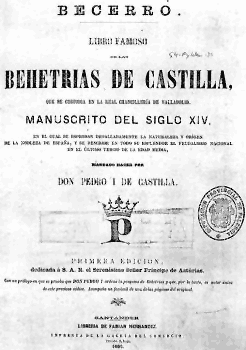
Becerro de las Behetrías, edición de 1886.

Becerro de las Merindades de Castilla es el título original del manuscrito al que el editor Fabián Hernández reemplazó por Becerro de las Behetrías. Junto con las Crónicas de los Reyes, es una de las obras históricas más consultadas por los investigadores de la Baja Edad Media en España. Realizado por orden del rey (1350-1366) Pedro I de Castilla, consiste en un inventario de las behetrías existentes en el territorio que entonces abarcaba el Reino de Castilla.
Este manuscrito del siglo XIV, denominado “libro Becerro” por estar escrito sobre pergamino obtenido de la piel de un becerro, registra detalladamente la naturaleza y origen de la nobleza de Castilla en el último tercio de la Edad Media.

## Origen del libro Becerro

Difusión de la peste negra. En verde, las áreas de menor incidencia.

La mortandad de 1348 o peste negra incide negativamente en las rentas de los hidalgos de Castilla, que aprovechan el vacío de poder tras el fallecimiento, el 26 de marzo de 1350, del rey Alfonso XI y la enfermedad de su sucesor para apropiarse de las rentas reales.
El joven monarca Pedro I de Castilla convoca las Cortes de Valladolid de 1351, y es en esta asamblea donde el estamento de los hidalgos solicitó al rey la desaparición de las behetrías mediante su conversión en tierras solariegas.

«....El infante don Fernando de Aragón, marqués de Tortosa, adelantado mayor de la Frontera y primo del rey, como cabeza de la nobleza, junto con los  ricos hombres, caballeros y fijosdalgos de la tierra elevaron sus cuadernos de peticiones al rey, primero en una serie de 13 capítulos que fueron despachados el 20 de agosto de 1351, y luego otra nueva serie  de otros 15, que también  fue despachada con fecha 31 de octubre del mismo año. Sólo al norte del Duero, en las tierras bajo la autoridad inmediata de los merinos del rey, se daban los presupuestos político-administrativos a que se referían las peticiones nobiliarias, esto es: división de las tierras en realengas, abadengas, solariegas, behetría, con ausencia casi total de  poderes concejiles y autonomía municipal...»

El “status” jurídico general de los hidalgos solo era aplicable al norte del Duero ya que al sur las comunidades de villa y tierra y las condiciones de los Repartimientos en los nuevos concejos de Andalucía y Murcia.

## Las peticiones

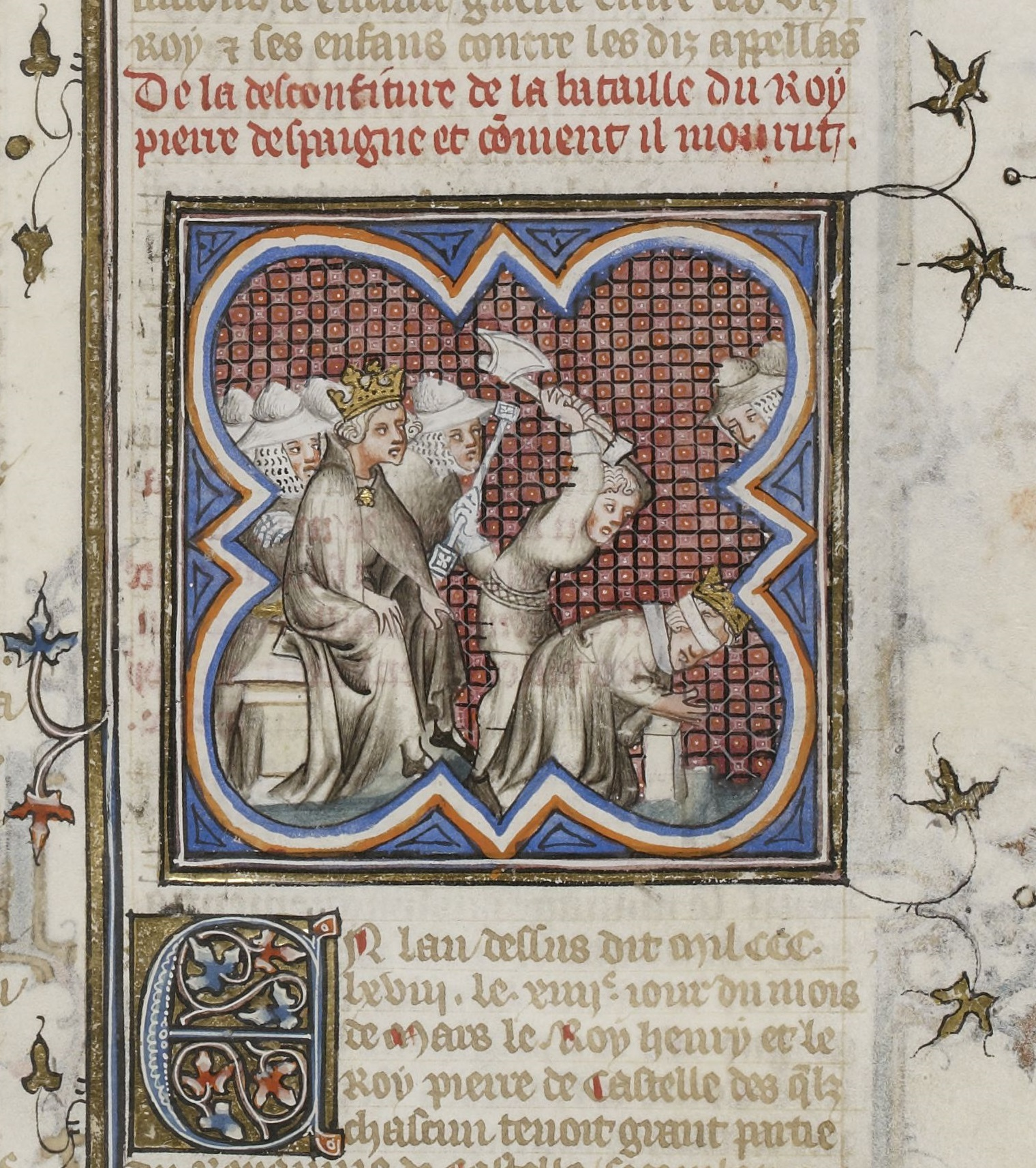
Decapitación de Pedro I (manuscrito del).

Lo que los hidalgos piden al rey no es un nuevo reparto de las behetrías, sino la desaparición de las mismas mediante su conversión en tierras solariegas. Esto sólo podía realizarlo el rey, pues dicha conversión suponía la renuncia y cesión por parte regia de dos derechos que detentaba en las behetrías y de los que carecían las aldeas solariegas: la martiniega, de origen y carácter dominical, y la justicia de naturaleza jurisdiccional o pública.
Otro tercer derecho, la fonsadera, ya se había cedido por el rey en las behetrías a los hidalgos. Las behetrías no pagaban fonsadera al rey, pero en cambio abonaban a su señor y a los naturales la divisa correspondiente, que venía a ocupar el lugar de aquella, como retribución de las obligaciones militares que los hidalgos asumían para con el rey. El resto de los impuestos: monedas, servicios y yantares recaían por igual, salvo privilegio particular, en behetrías y solariegos.

## Repartimiento y pesquisa
El canciller Pedro López de Ayala se ocupó de este acontecimiento en dos capítulos completos de su crónica del rey don Pedro.

## Historia
El origen del libro fueron las Cortes de Valladolid de 1351, cuando el estamento de los hidalgos solicitó al rey la desaparición de las behetrías mediante su conversión en tierras solariegas. De las varias copias manuscritas, las más antiguas son las que se conservan en los archivos de Simancas, en la biblioteca universitaria de Valladolid y en la Chancillería de Valladolid.
Se inventariaron los señoríos de la mayoría de los pueblos de Castilla al norte del río Duero. El documento lista algo más de mil poblaciones agrupadas en quince merindades, pertenecientes en su mayoría a las actuales provincias de Burgos, Palencia y Cantabria, pero también de zonas de las provincias de Soria, La Rioja y Valladolid. Se detallan allí los lugares, poblados, despoblados y yermos, así como las rentas y prestaciones de los campesinos. El libro quedó sin terminar y no es exhaustivo ni en lo referente a los derechos señoriales ni a los reales.

## Ediciones

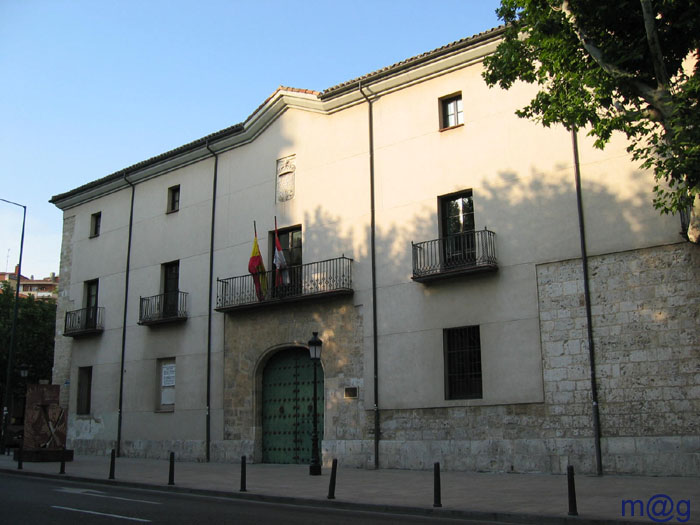
Real Chancillería de Valladolid donde se custodiaba este libro.

Continuamente citado y utilizado, hasta el año 1981 no ha contado con una edición científica, la realizada por el profesor Gonzalo Martínez Díez, dependiendo hasta entonces de la edición comercial realizado por el librero montañés Fabián Hernández.

«....Es una obra excepcional y sin paralelo, en cuanto constituye un registro oficial completo y fidedigno de todos los lugares de la Castilla de mediados del siglo XIV, con referencia incluso a los que como consecuencia de la peste negra u otra causa habían quedado despoblados, de quiénes poseían derechos sobre ellos y de cuáles eran estos derechos. ...
Hay en el estudio preliminar una investigación de primera mano que pone de relieve hechos de alta significación. Así, resulta que lo que motivó la elaboración del Libro fue la doble pretensión en las Cortes de Valladolid de 1351 de los fijosdalgo de Castilla de que el rey les acrecentase sus tierras señoriales a expensas del  realengo, y por parte de algunos de ellos y de don Juan Alfonso de Albuquerque que había gozado de la privanza de Alfonso XI, las behetrías en que como naturales o deviseros percibían ciertos derechos. La presión ejercida sobre el rey debió ser muy fuerte, puesto que se comprometió a realizar en el plazo de nueve meses la información previa sobre qué lugares y derechos correspondían al rey y a cada uno de los fijosdalgo. Y, en efecto, en el plazo marcado, la información se hizo. . ..»

El manuscrito, que unánimemente se considera como el original, se encuentra en el Archivo General de Simancas bajo la signatura " PTR,LEG,93,DOC.18". Todas las demás copias existentes actualmente proceden de este. Este manuscrito se conserva incompleto, le faltan muchos folios y sobre todo adolece de un gran desorden en su foliación. Se puede consultar por internet, puesto que está completamente digitalizado.

## Descripción y contenido del Becerro
Comprende 2402 núcleos de población, en 2109 epígrafes correspondientes a las entidades principales con sus 293 aldeas distribuidas en 15 merindades, conforme a la división administrativa de la época. Los datos obtenidos son el resultado de una pesquisa en los lugares y aldeas de la Merindad Mayor de Castilla, con objeto de averiguar en cada uno de ellos sustancialmente tres puntos:

### Estatuto jurídico del lugar
Si es de realengo, solariego, abadengo, behetría, encartación o mixto por coincidir varias de estas situaciones en un mismo lugar, precisando quién o quiénes eran los señores del solariego o del abadengo o de la behetría, y quiénes eran los naturales o diviseros de estas últimas. Estos son los datos que se recogen en primer término en cada uno de los lugares, añadiendo a las veces el obispado al que pertenecía el lugar.

### Derechos económicos del rey
Especialmente se consideran martiniegas, servicios, monedas, fonsadera y yantares, a los que ocasionalmente se añaden variopintas figuras fiscales en las que es pródigo el mundo de las prestaciones económicas o personales de la Edad Media,

### Derechos de los señores
Recoge todas las prestaciones que por cualquier título les corresponden, incluyendo lo que perciben en las behetrías los naturales y diviseros de las mismas.

### La transmisión manuscrita y formas del Becerro

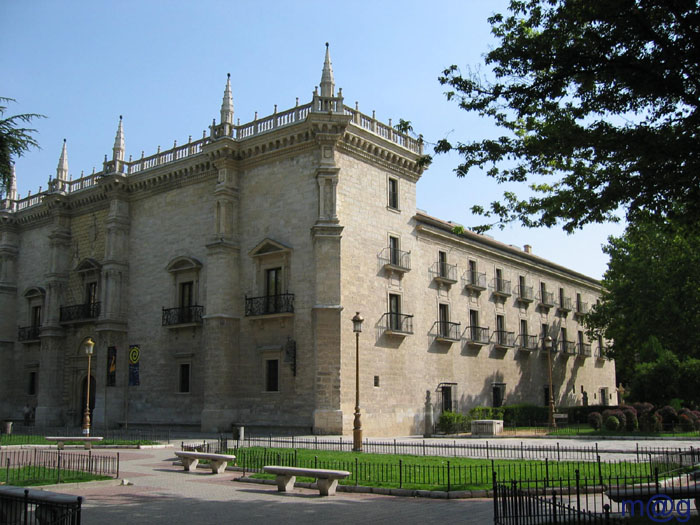
Fachada del palacio de Santa Cruz en la plaza del mismo nombre.

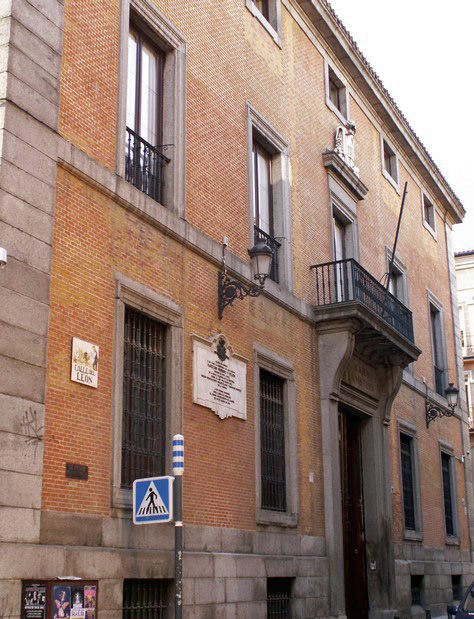
Sede de la Real Academia de la Historia.

- Antiguo Simancas o Simancas I (1352-1369)
- Santa Cruz I,[7] (siglo XIV, posterior a 1369)
- Infante don Fernando de Antequera (1405)
- Chancillería (finales del siglo XV)
- Duque de Frías (siglo XIV)
- Pertenencias I (siglo XVIII)
- Pertenencias II (siglo XVIII)
- Salazar y Castro (1534)
- Salazar-A I (siglo XVIII)
- Salazar-A II (siglo XVIII)
- Salazar-B (siglo XVIII)
- Santa Cruz II (1780)
- Colegial Santa Cruz (siglo XVIII)
- Duque de Abrantes (siglos XVI-XVII)
- Behetrías I (siglo XVII)
- Behetrías II (1749)
- Behetrías III (1759)
- Simancas II (1591)
- San Martín (siglo XVIII)
- De Manuel (siglo XVIII)
- Santa Cruz III (siglo XVIII)
- Fabián Hernández (siglo XVIII)
- Biblioteca de la Real Academia de Historia (siglo XVIII)
- Biblioteca del Palacio Real (siglo XVIII)
- Biblioteca Nacional (siglo XVIII)
- Arzobispo de Toledo (siglo XVIII)
- Biblioteca de la Real Academia de Historia, numerado (siglo XVIII)